# مانوئل کاردونا
مانوئل کاردونا (انگلیسی: Manuel Cardona؛ زاده ۷ سپتامبر ۱۹۳۴) یک فیزیک‌دان اهل اسپانیا بود.
وی یکی از هشت نفر جامهه علمی که دارای بیشترین ارجاعات هستند می باشد.

## زندگی‌نامه علمی
وی کارشناسی ارشد خود در رشته فیزیک در سال ۱۹۵۵ میلادی از دانشگاه بارسلونا اخذ کرد.
پایان نامه دکترای فیزیک کاربردی خود را در سال ۱۹۵۹ برای مطالعه بر ٖخواص دی الکتریک نیمه هادی ها، در ژرمانیوم و سیلیکون از دانشگاه هاروارد دریافت کرد.
وی از سال ۱۹۵۹ تا سال ۱۹۶۱ به کار مشابه بر روی نیمه هادی III-V در آزمایشگاه RCA در زوریخ، سوئیس ادامه داد. در سال ۱۹۶۱ او به آزمایشگاه RCA در پرینستون، نیوجرسی، جایی که او کار بر روی خواص نوری نیمه هادی ها و ابررساناها ادامه داد. در سال ۱۹۶۴ او به عضویت در دانشکده فیزیک از دانشگاه براون درآمد. و در نهایت در سال ۱۹۷۱ او به اشتوتگارت آلمان به عنوان فرنشین
(دایرکتور) موسسه ماکس پلانک برای تحقیقات حالت جامد نقل مکان کرد، جایی که او در سال ۲۰۰۰ بازنشسته شد.
وی در روز ۲ ژولای ۲۰۱۴ بر اثر ایست قلبی درگذشت.